# 麥克萊恩縣 (北達科他州)
麥克萊恩郡（英語：McLean County）是美國北達科他州中西部的一個行政單位。面積6,030平方公里。根据美國2000年人口普查，共有人口9,311人。縣治瓦士本（Washburn）。
成立於1830年3月8日，縣政府成立於同年11月1日。縣名紀念卑斯麥市長約翰·A·麥克萊恩。
该县拥有全北达科他州人口最少的城市鲁索，人口仅4人。